# 유숭조
유숭조(柳崇祖, 1452년 ~ 1512년)는 조선의 문신이다. 본관은 전주(全州) 자는 종효, 호는 진일재이다. 시호는 문목이다.

## 생애
성종 때 문과에 급제하여 동지중추 부사가 되었다. 도학정치를 실현하고자 한 최초의 학자로서 성균관에 18년간 있는 동안 성리학에 큰 공을 세웠다. 조광조 등과 같은 훌륭한 학자를 길러냈고 경서를 한국어로 옮긴 최초의 책인 《칠서언해》를 내놓았다. '칠서언해'란 중국의 경서인 《주역》, 《서경》, 《시경》, 《대학》, 《중용》, 《논어》, 《맹자》를 한글로 번역한 책이다.
김종직에 의해 육성된 사림파 인사를 지원, 발탁하였으며, 김종직 역시 자신의 제자를 정계에 등용하여 사림파의 정계 진출과 확장에 기여하였다. 김종직의 조의제문 사건으로 김굉필, 정여창 등이 희생되자 그는 다시 도학정치 실현을 위해 노력하였으나 실패한다. 그러나 도학정치 실현의 꿈은 조광조, 김식 등에게 이어졌다.

## 기타
사서삼경을 한글로 번역해서 옮겼으며, 조광조 등을 육성했다. 그는 문자를 모르는 아녀자와 중인, 평민, 노비들에게도 유교의 이념을 가르칠 필요성을 인식하여 사서삼경을 한글로 번역하고, 주해를 달아 알기 쉽게 책으로 엮어서 편찬하였다.

## 가족
- 증조부 : 유빈(柳濱)
  - 할아버지 : 유경손(柳敬孫)
    - 아버지 : 유지성(柳之盛)
    - 어머니 : 권득(權得)
      - 전처 : 민형손(閔亨孫)의 딸
      - 후처 : 박계손(朴季孫)의 딸

## 같이 보기
- 조광조
- 성균관
- 김굉필
- 안당